# Charadra rhotana
Charadra rhotana är en fjärilsart som beskrevs av Druce 1894. Charadra rhotana ingår i släktet Charadra och familjen Pantheidae. Inga underarter finns listade i Catalogue of Life.